# Alstroemeria pulchella
Alstroemeria pulchella este o specie de plante monocotiledonate din genul Alstroemeria, familia Alstroemeriaceae, descrisă de Carl von Linné d.y.. Conform Catalogue of Life specia Alstroemeria pulchella nu are subspecii cunoscute.